# Psichotoe cingulata
Psichotoe cingulata is een vlinder van de familie van de spinneruilen (Erebidae). De wetenschappelijke naam van deze soort is voor het eerst voorgesteld door Sergius Kiriakoff in een publicatie uit 1963.
De soort komt voor in Guinee.